# Antonio Maggi
Antonio Maggi (Milano, 10 febbraio 1932 – Milano, 19 marzo 2012) è stato un tennista italiano.

## Biografia
Nel 1957 ha debuttato con la squadra italiana di Coppa Davis nei quarti di finale della zona Europa contro la Polonia, vincendo un incontro in singolare contro Władysław Skonecki. Raggiunse due volte il terzo turno in singolare nel Roland Garros, nel 1958 fu uno dei quattro italiani a raggiungere il terzo turno a Parigi.

## Coppa Davis

### Giocatore

#### Singolare
2 partite: 1 vittoria - 1 sconfitta

### Statistiche
Vittorie in singolare: 50%
Vittorie totali: 50%